# Gosda II
Gosda II (niedersorbisch Gózda) ist ein bewohnter Gemeindeteil von Preschen, einem Ortsteil der Gemeinde Neiße-Malxetal im Landkreis Spree-Neiße im Südosten des Landes Brandenburg. Der Ort gehört dem Amt Döbern-Land an und war bis zum 1. Mai 1973 war Gosda II eine eigenständige Gemeinde.

## Lage
Gosda II liegt in der Niederlausitz, etwa 12 Kilometer Luftlinie südlich der Kreisstadt Forst, acht Kilometer westlich der Grenze zu Polen und zehn Kilometer nördlich der Grenze zu Sachsen. Umliegende Ortschaften sind Preschen im Nordosten, Bahren im Osten, Jerischke im Südosten, die Stadt Döbern im Südwesten, Groß Kölzig im Westen sowie Jocksdorf im Nordwesten.
Das Dorf befindet sich in einer sehr bevölkerungsschwachen Gegend und ist im Süden und Osten vom Zschornoer Wald umgeben, der im Süden bis nach Bad Muskau und im Osten bis an die polnische Grenze reicht. Nordöstlich von Gosda II fließt der Gusslitza Graben. Durch den Ort verläuft die Kreisstraße 7116, die Bundesstraße 115 zwischen Cottbus und Niesky ist etwa drei Kilometer entfernt.

## Geschichte

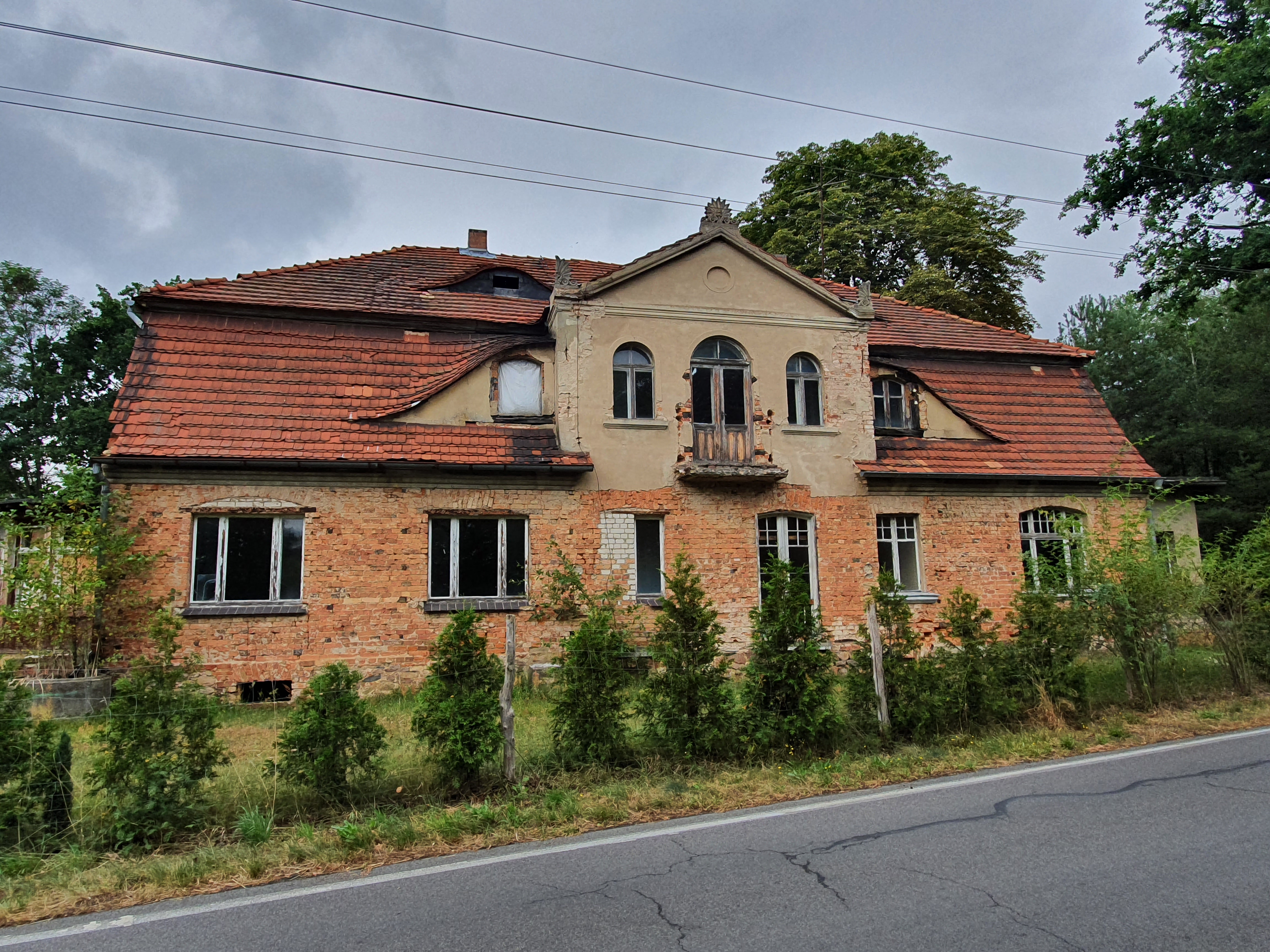
Denkmalgeschütztes Herrenhaus in Gosda II

Gosda II wurde erstmals im Jahr 1588 als Gosda urkundlich erwähnt. Der Ortsname ist von dem altsorbischen Wort „gwozdna“ abgeleitet und bedeutet „Siedlung am bzw. im trockenen Wald“. Der Zusatz II dient der Unterscheidung zum Ort Gosda in der heutigen Gemeinde Wiesengrund, der früher auch als Gosda I bezeichnet wurde. Gosda war ursprünglich ein Vasallendorf der Herrschaft Forst. Im Jahr 1816 hatte der Ort genau 100 Einwohner, diese hatten an den Dorfbesitzer eine Schatzung von 1000 Gulden abzugeben.
Nach den Beschlüssen des Wiener Kongresses kam das vormals sächsische Gosda II an das Königreich Preußen. Dort lag der Ort im Landkreis Sorau (Lausitz) im Regierungsbezirk Frankfurt in der Provinz Brandenburg. 1819 hatte Gosda II 19 Gebäude mit 120 Einwohnern und war nach Preschen gepfarrt. Zum Dorf gehörten damals noch eine Mahlmühle sowie eine unbewohnte Schneidemühle. Bei einer im Jahr 1840 durchgeführten Einwohnerzählung im Regierungsbezirk Frankfurt wurden in der Gemeinde Gosda II 134 Einwohner gezählt. Das Dorf war damals im Besitz der Glasmanufaktur Warmbrunn aus Tschernitz. 1864 hatte Gosda II 166 Einwohner.
Bei der Volkszählung vom 1. Dezember 1871 hatte die Landgemeinde Gosda II 106 Einwohner in 22 Familien. Von den Einwohnern waren 48 Männer und 58 Frauen. 28 Einwohner waren Kinder unter zehn Jahren; alle Einwohner der Landgemeinde waren evangelisch-lutherischer Konfession. Der Gutsbezirk hatte zum gleichen Zeitpunkt 48 Einwohner – 26 männlich und 22 weiblich – in zehn Familien; 10 Einwohner waren jünger als zehn Jahre und alle Einwohner waren hier ebenfalls evangelisch-lutherisch. Laut Arnošt Muka waren 1884/85 von 141 Einwohnern 30 Sorben, was einem Anteil von 21 Prozent entspricht. Bereits um 1900 wurde der Gutsbezirk Gosda II aufgelöst und in die Landgemeinde eingegliedert, bei der Volkszählung 1910 zählte diese 190 Einwohner.
Nach dem Zweiten Weltkrieg wurde der östlich der Lausitzer Neiße gelegene Teil des Landkreises Sorau Teil der Republik Polen und somit aufgelöst, wodurch die Gemeinde Gosda II in den Landkreis Spremberg umgegliedert wurde. Ab Oktober 1949 war das Dorf Teil der DDR. Bei Kreisreform im Juli 1952 wurde die Gemeinde dem Kreis Forst im Bezirk Cottbus zugeordnet. Am 1. Mai 1973 erfolgte die Eingemeindung von Gosda II in das benachbarte Preschen. Nach der Wende lag Gosda II zunächst im Landkreis Forst, dieser fusionierte bei der Kreisreform im Dezember 1993 mit drei weiteren Landkreisen zum heutigen Landkreis Spree-Neiße. Am 31. Dezember 2001 wurde die Gemeinde Preschen mit vier weiteren Gemeinden zur Gemeinde Neiße-Malxetal zusammengeschlossen.

## Bevölkerungsentwicklung
| 1875 | 150 | 1910 | 190 | 1933 | 175 | 1946 | 165 | 1964 | 162 |
| 1890 | 149 | 1925 | 189 | 1939 | 172 | 1950 | 191 | 1971 | 154 |